# Channing Tatum
Channing Matthew Tatum, ameriški igralec in maneken, * 26. april 1980, Cullman, Alabama, Združene države Amerike.
Tatum se je kot filmski igralec prvič predstavil v drami Trener Carter (2005), leta 2006 pa je doživel svojo prebojno vlogo v plesnem filmu Odpleši svoje sanje. Večjo pozornost je pridobil z glavnima vlogama v komični drami Vroči Mike (2012) in njenem nadaljevanju Vroči Mike XXL (2015) – slednjega je tudi produciral – ter v akcijski komediji 21 Jump Street (2012) in njenem nadaljevanju 22 Jump Street (2014).
Tatum je nastopil tudi kot Duke v akcijskem filmu G. I. Joe: Vzpon kobre (2009) in njegovem nadaljevanju G. I. Joe: Maščevanje (2013). Med njegovimi drugimi filmi so Mlada nogometašica (2006), Napad na Belo hišo (2013), Foxcatcher (2014), Podlih osem (2015), Ave, Cezar! (2016), Loganovi srečneži (2017) in Izgubljeno mesto (2022). Tatum je kot igralec, producent in sorežiser sodeloval tudi v cestnem filmu  Pes (2022). Revija Time ga je leta 2022 uvrstila med 100 najvplivnejših ljudi na svetu.

## Zgodnje življenje
Tatum se je rodil 26. aprila 1980 v Cullmanu v Alabami letalski delavki Kay Tatum (rojeni Faust) in gradbenemu delavcu Glennu Tatumu. Ima sestro Paige. Večinoma je angleškega porekla.
Njegova družina se je preselila v Pascagoulo v državi Mississippi, ko je bil star šest let. Odraščal je v zalivu blizu reke Pascagoula, kjer je živel v podeželskem okolju.
Tatum je razkril, da se je med odraščanjem soočal z motnjo pomanjkanja pozornosti (ADD) in disleksijo, kar je vplivalo na njegovo sposobnost, da se dobro znajde v šoli. Med odraščanjem je treniral nogomet, ameriški nogomet, atletiko  in bejzbol. Povedal je, da so bila "dekleta vedno [njegova] največja motnja v šoli." Kot otrok je treniral tudi kung fu.
Večino najstniških let je preživel na območju Tampe,sprva je obiskoval srednjo šolo Gaither . Njegovi starši so od njega želeli več truda in so mu dali na izbiro zasebno srednjo šolo ali pa vojaško šolo; odločil se je za katoliško srednjo šolo Tampa, kjer je diplomiral leta 1998 in bil izbran za najboljšega atleta. Kasneje je z nogometno štipendijo obiskoval Glenville State College v Glenvillu v Zahodni Virginiji, a je študij opustil.  Vrnil se je domov in začel opravljati priložnostna dela.
Us Weekly je poročal, da je približno v tem času Tatum pustil službo krovca in začel delati kot slačifant v lokalnem nočnem klubu "Chan Crawford". Leta 2010 je za avstralski časopis povedal, da želi posneti film o svojih izkušnjah Ta ideja je vodila do filma Čarobni Mike. Tatum se je preselil v Miami, kjer ga je odkrila iskalka manekenskih talentov.

## Kariera

### Zgodnje delo
Leta 2000 je bil Tatum po avdiciji v Orlandu na Floridi prvič izbran za vlogo plesalca v videospotu Rickyja Martina za pesem »She Bangs«; za delo je prejel 400 dolarjev. Prve izkušnje v modni industriji je pridobil kot model za znane znamke, kot sta Armani in Abercrombie & Fitch. Kmalu se je preusmeril v televizijske oglase in leta 2002 posnel nacionalne oglase za Mountain Dew in Pepsi. Kasneje je podpisal pogodbo s Page 305 (Page Parkes Modeling Agency), manekensko agencijo v Miamiju. Al David ga je izbral za revijo Vogue in kmalu zatem se je pojavil v kampanjah za Abercrombie &amp; Fitch, Nautica, Dolce &amp; Gabbana, American Eagle Outfitters in Emporio Armani. Revija Tear Sheet ga je oktobra 2001 izbrala za enega od"50 najlepših obrazov" revije. Tatum je podpisal pogodbo s Ford Models v New Yorku.

### 2006–2012
Leta 2006 je Tatum skupaj Amando Bynes zaigral v filmu Mlada nogometašica, ki ga je Business Insider označil za »najboljšo Shakespearovo priredbo po '10 Things I Hate About You'«. Kasneje istega leta je Tatum zaigral ob svoji nekdanji ženi Jenni Dewan v filmu Odpleši svoje sanje, ki je bila njegova prelomna vloga. Čeprav je bil film deležen številnih kritik je po vsem svetu zaslužil 115 milijonov dolarjev.
Leta 2008 je Tatum sodeloval v filmu režiserke Kimberly Peirce Vrnitev na bojišče o vojakih, ki se vračajo domov iz vojne v Iraku, in v filmu režiserja Stuarta Townsenda Bitka v Seattlu o protestu leta 1999 zaradi srečanja Svetovne trgovinske organizacije v Seattlu. Igral je tudi v kratkem filmu The Trap režiserke Rite Wilson.
Tatum in Dito Montiel, ki sta sodelovala pri filmu Vodič po svetnikih, sta ponovno združila moči pri akcijski drami Borba za Rogue Pictures. Igral je Seana McArthurja, mladeniča, ki se preživlja s preprodajo vstopnic v New Yorku. Nato je 2009 je nastopil v kriminalni drami Public Enemies scenarista, režiserja in producenta Michaela Manna, kjer je igral ameriškega gangsterja Pretty Boya Floyda iz 30. let prejšnjega stoletja. Istega leta je zaigral kot Duke v filmu G. I. Joe: Vzpon Kobre, igranem filmu studia Paramount Pictures, ki temelji na priljubljenih Hasbrojevih akcijskih likih. Tatum sprva ni želel sprejeti vloge, saj se je bal, da bo film poveličeval vojno, vendar si je po branju scenarija premislil. Igral je vojaka v filmu Dragi John, ki temelji na priljubljeni uspešnici Nicholasa Sparksa. Kasneje je izjavil, da je vlogo sprejel, da bi se učil od režiserja Lasseja Hallströma, saj se ni nikoli učil v igralski šoli.
V intervjuju za revijo Details, objavljenem v začetku leta 2012, je Tatum dejal, da želi producirati vse filme, v katerih igra: "Resnično ne želim biti več v nobenem filmu, ki ga ne produciram. Razen če je to z enim od 10 režiserjev, s katerimi res želim sodelovati, nočem, da ne bi bil v osrčju ustvarjanja.« On, njegova žena Dewan in njun produkcijski partner Reid Carolin so leta 2010 podpisali dvoletno produkcijsko pogodbo z Relativity Media za vse filme, ki jih bodo morda ustvarjali v tem času. Leta 2012 je Tatum gostil Saturday Night Live in se pojavil v štirih filmih. Sodeloval je pri akcijskem trilerju Stevena Soderbergha Izdana, Zaobljuba ljubezni z Rachel McAdams in 21 Jump Street (filmska priredba istoimenske TV serije ) z Jonahom Hillom.
Tatum je igral tudi v Vročem Mikeu, filmu, ki temelji na njegovih osemmesečnih izkušnjah kot slačifant na Floridi. Film je režiral Soderbergh, koproducirala sta ga Tatum in Soderbergh, Tatum pa je igral Mikea. Mike je glavni nastopajoči v moškem striptiz klubu v Tampi na Floridi, ki pod svoje okrilje vzame mlajšega plesalca (Alex Pettyfer), da mu pokaže, kako se vrteti "na odru in zunaj njega". Tatumovi soigralci v filmu so Matt Bomer, Joe Manganiello in Matthew McConaughey.
Novembra 2012 je revija People Tatuma razglasila za najbolj seksi moškega na svetu.

### 2013–danes
Tatum je nastopil v Stranskih učinkih Stevena Soderbergha z Rooneyjem Marom in Judom Lawom.
V igralski zasedbi, ki je vključevala Dwaynea Johnsona in Brucea Willisa, je ponovno je odigral svojo vlogo Conrada S. Hauserja/Duka v G. I. Joe: Maščevanje, nadaljevanju GI Joe: Vzpon Kobre iz leta 2009. Izid je bil prvotno načrtovan 29. junija 2012, a je bil prestavljen na marec 2013, da bi ga pretvorili v 3D in dodali več prizorov za lik, ki je bil ubit na začetku filma. Tatum je kasneje dejal, da ni želel nastopiti v nadaljevanju in je vesel, da so njegov lik ubili. Tudi leta 2013 se je pojavil v drugem akcijskem filmu, Napad na Belo hišo.
Ponovil je svojo vlogo iz filma 21 Jump Street v njegovem nadaljevanju, 22 Jump Street, ki je izšlo 13. junija 2014. 
Leta 2014 je s Stevom Carellom zaigral v filmu Foxcatcher, zgodbi o Johnu du Pontu, ki je imel shizofrenijo in je ubil olimpijskega rokoborca Dava Schultza, brata olimpijskega zmagovalca, ki ga igra Tatum. Tatum naj bi odigral vlogo Remyja LeBeauja/Gambita v solo filmu, postavljenem v filmsko vesolje Možje X, ki naj bi ga produciral, vendar je bilo snemanje filma maja 2019 odpovedano.  Tatum je kot režiser debitiral pri filmu Pes, komediji o cestnem potovanju nekdanjega vojaškega rangerja in njegovega psa, v kateri je igral glavno vlogo in jo posnel skupaj z rednim sodelavcem Reidom Carolinom.

### Prihajajoči filmi
Hollywood Reporter je novembra 2020 poročal, da naj bi Tatum zaigral v filmu z neznanim naslovom, in ga opisal kot "sodoben šaljiv triler", navdahnjen sklasičnimi filmi o pošastih Universala, ki ga bosta producirala Phil Lord in Chris Miller. Decembra 2020 je Variety potrdil, da bo Tatum igral ob Sandri Bullock v romantičnem akcijskem pustolovskem filmu Paramount Pictures Izgubljeno mesto. Nedavno je njegovo produkcijsko podjetje Free Association podpisalo prvo pogodbo z MGM.
Junija 2021 naj bi Tatum zaigral v trilerju Pussy Island, ki zaznamuje režiserski prvenec Zoë Kravitz. Novembra 2021 je dobil vlogo v drami brez naslova po resnični zgodbi s Tomom Hardyjem v režiji Georgea Nolfija. Tatum se bo vrnil kot Mike Lane v Magic Mike's Last Dance s Stevenom Soderberghom kot režiserjem, ki bo ekskluzivno premierno prikazan na HBO Max. Igral bo v remakeu nemškega filma System Crasher, ki je izšel leta 2019.

### 33andOut Productions
Tatum je ustanovil dve produkcijski podjetji, 33andOut Productions in Iron Horse Entertainment. Njuna prva produkcija je bil dokumentarni film Earth Made of Glass .

### Knjige
Tatum je napisal dve slikanici. Prva, Ena in edina Sparkella (2021), je bila v tednu, ko je izšla, na prvem mestu med otroškimi slikanicami New York Timesa. Ena in edina Sparkella naredi načrt bo izšla leta 2022.

## Osebno življenje
Leta 2006 je Tatum na snemanju filma Odpleši svoje sanje spoznal igralko Jenno Dewan, s katero se je poročila 11. julija 2009 v Malibuju v Kaliforniji. Imata eno hčerko, rojeno leta 2013. 2. aprila 2018 je par naznanil, da se ločujeta. Šest mesecev kasneje je Dewan vložila zahtevo za ločitev od Tatuma. Ločitev je bila zaključena novembra 2019.
Tatum je bil v letih 2018–2020 par z angleško pevko Jessie J. Leta 2021 je začel hoditi z Zoe Kravitz.

## Filmografija

### Film
| Leto         | Naslov v angleščini                | Vloga                        | Opombe                         |
| ------------ | ---------------------------------- | ---------------------------- | ------------------------------ |
| 2005         | Coach Carter                       | Jason Lyle                   |                                |
| 2005         | Havoc                              | Nick                         |                                |
| 2005         | Supercross                         | Rowdy Sparks                 |                                |
| 2005         | War of the Worlds                  | Fant v cerkvi                | Nepotrjeno                     |
| 2006         | She's the Man                      | Duke Orsino                  |                                |
| 2006         | Step Up                            | Tyler Gage                   |                                |
| 2006         | A Guide to Recognizing Your Saints | Mladi Antonio                |                                |
| 2007         | The Trap                           | Greg                         | Kratki film                    |
| 2007         | Battle in Seattle                  | Johnson                      |                                |
| 2008         | Step Up 2: The Streets             | Tyler Gage                   | "Cameo" vloga                  |
| 2008         | Stop-Loss                          | Steve Shriver                |                                |
| 2009         | Fighting                           | Shawn MacArthur              |                                |
| 2009         | Public Enemies                     | Pretty boy Floyd             |                                |
| 2009         | G.I. Joe: The Rise of Cobra        | Conrad S. Hauser/Duke        |                                |
| 2010         | Dear John                          | John Tyree                   |                                |
| 2011         | The Dilemma                        | Zip                          |                                |
| 2011         | The Son of No One                  | Jonathan "Milk" White        |                                |
| 2011         | The Eagle                          | Marcus Flavius Aquila        |                                |
| 2011         | 10 Years                           | Jake Bills                   | Tudi producent                 |
| 2011         | Haywire                            | Aaron                        |                                |
| 2012         | The Vow                            | Leo Collins                  |                                |
| 2012         | 21 Jump Street                     | Greg Jenko                   | Tudi izvršni direktor          |
| 2012         | Magic Mike                         | Michael "Vroči Mike" Lane    | Tudi producent                 |
| 2013         | Side Effects                       | Martin Taylor                |                                |
| 2013         | G.I. Joe: Retaliation              | Conrad S. Hauser / Duke      |                                |
| 2013         | This Is the End                    | sam                          | "Cameo" vloga                  |
| 2013         | White House Down                   | John Cale                    | Tudi izvršni direktor          |
| 2013         | Don Jon                            | Connor Verreaux              | "Cameo" vloga                  |
| 2014         | The Lego Movie                     | Superman                     | Glasovna vloga                 |
| 2014         | Foxcatcher                         | Mark Schultz                 |                                |
| 2014         | 22 Jump Street                     | Greg Jenko                   | Tudi producent                 |
| 2014         | The Book of Life                   | Joaquin Mondragon Jr.        | Glasovna vloga                 |
| 2015         | Jupiter Ascending                  | Caine Wise                   |                                |
| 2015         | Magic Mike XXL                     | Michael "Vroči Mike" Lane    | Tudi producent                 |
| 2015         | The Hateful Eight                  | Jody Domergue                |                                |
| 2016         | Hail, Caesar!                      | Burt Gurney                  |                                |
| 2017         | The Lego Batman Movie              | Superman                     | Glasovna vloga                 |
| 2017         | Dark Hoser                         | Superman                     | Glasovna vloga, kratki film    |
| 2017         | Logan Lucky                        | Jimmy Logan                  | Tudi producent                 |
| 2017         | Kingsman: The Golden Circle        | Tequila                      | [ 62 ]                         |
| 2018         | Smallfoot                          | Migo                         | Glasovna vloga                 |
| 2019         | The Lego Movie 2: The Second Part  | Superman                     | Glasovna vloga                 |
| 2021         | America: The Motion Picture        | George Washington            | Glasovna vloga, tudi producent |
| 2021         | Free Guy                           | Revenjamin Buttons           | "Cameo" vloga                  |
| 2022         | Dog                                | Army Ranger Jackson Briggs   | Tudi režiser in producent      |
| 2022         | The Lost City                      | Alan Caprison / Dash McMahon |                                |
| 2022         | Bullet Train                       | Potnik na vlaku              |                                |
| V nastajanju | Pussy Island                       | Slater King                  | Snemanje v teku                |

### Televizija
| Leto | Naslov v angleščini | Vloga               | Opombe                                           |
| ---- | ------------------- | ------------------- | ------------------------------------------------ |
| 2004 | CSI: Miami          | Bob Davenport       | Epizoda: "Pro Per"                               |
| 2012 | Saturday Night Live | sam (gostitelj)     | Epizoda: "Channing Tatum/Bon Iver "              |
| 2014 | The Simpsons        | sam (glas)          | Epizoda: " Steal this episode"                   |
| 2016 | Lip Sync Battle     | sam                 | Epizoda: "Channing Tatum vs. Jenna Dewan-Tatum " |
| 2017 | Tovariš detektiv    | Gregor Angel (glas) | 6 epizod; tudi izvršni producent                 |

### Producent
| Leto         | Naslov v angleščini                        | Vloga             | Opombe                      |
| ------------ | ------------------------------------------ | ----------------- | --------------------------- |
| 2010         | Earth Made of Glass                        | Izvršni producent | Dokumentarec                |
| 2018–danes   | Step Up                                    | Izvršni producent | Televizijske serije         |
| 2018         | 6 Balloons                                 | Producent         | Igrani film                 |
| 2021–2022    | Finding Magic Mike                         | Izvršni producent | Televizijske serije         |
| V nastajanju | Spaceman                                   | Producent         | Postprodukcija, igrani film |
| V nastajanju | Nenaslovljeni projekt v okviru Space X/HBO | Izvršni producent | Omejena serija              |

### Glasbeni videoposnetki
| leto | Naslov                                   | Umetnik                                          |
| ---- | ---------------------------------------- | ------------------------------------------------ |
| 2000 | "She bangs"                              | Ricky Martin                                     |
| 2006 | "(When You Gonna) Give It Up to Me"      | Sean Paul s Keyshio Cole                         |
| 2006 | "Get up"                                 | Ciara s Chamillionairejem                        |
| 2013 | "(I Wanna) Channing All Over Your Tatum" | Jamie Foxx in Channing Tatum z Jimmyjem Kimmelom |
| 2017 | "Beautiful Trauma"                       | Roza                                             |